# フィアット C.29

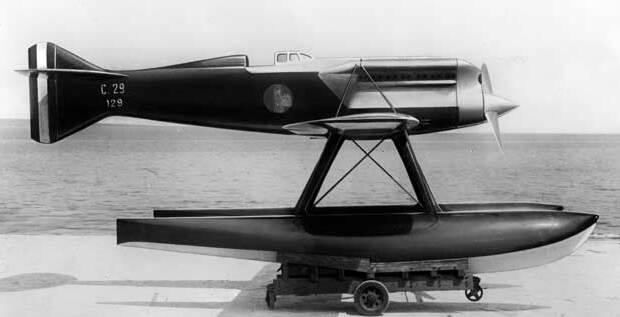
フィアット C.29

フィアット C.29（Fiat C.29）は1929年のシュナイダー・トロフィー・レースに参加するために開発されたイタリアの競技機である。チェレスティーノ・ロザテッリ （Celestino Rosatelli）が設計し、フィアット（Fiat Aviazione）が製作した。3機が製作され2機が事故を起こし、レースに参加することはできなかった。
ツインフロートの単葉機で主翼の構造は木製の桁構造にアルミニウム合金板張りで、この機のために開発された1050馬力のFiat AS.5 V-12エンジンが搭載された。1929年6月初め、デゼンツァーノ・デル・ガルダの研究所でフランチェスコ・アジェッロの操縦で初飛行した。6月12日、1号機は着水する時にボートの航跡に衝突して空中に跳ね飛ばされ、失速し垂直に水面に衝突した。操縦席から投げ出されたアジェッロは無傷で救助されたが機体は失われた。安定性の問題を解決するために尾翼面積を増加させた2号機がすぐに作られた。
1929年8月12日、イギリスの航空雑誌の記者の前で2号機は事故を起こし、アジェッロは無事であったが水没・破損し、エンジンは90mのガルダ湖に沈んで行方不明となった。空軍大臣のイタロ・バルボは3号機の製作を命じて3号機が急いで組み立てられたが、飛行試験することなくシュナイダー・トロフィー・レースの開催地のイギリスへ送られた。レースの開催中にフィアット C.29は飛行することはなく、マッキ M.52とマッキ M.67で参加したイタリアチームは、2位、4位、6位を得た。
3号機はヴィーニャ・ディ・ヴァッレ空軍歴史博物館に展示されている。

## 要目
- 乗員：1名
- 全長：5.45 m
- 全幅：6.6 m
- 全高：2.75 m
- 翼面積：8 m2
- 最大離陸重量：1,160 kg
- エンジン：Fiat AS.5 V-12, 750 kW (1,050馬力)
- 最高速度：560 km/h